# Agblangandan
Agblangandan è un arrondissement del Benin situato nella città di Sèmè-Kpodji (dipartimento di Ouémé) con 35.153 abitanti (dato 2006).